# Madawaska (řeka v Ontariu)
Madawaska je řeka v povodí řeky svatého Vavřince v kanadské provincii Ontario. Je 230 km dlouhá a má povodí o rozloze 8470 km². Její jméno pochází z názvu algonkinského kmene z této oblasti. Jeho členové byli známí jako „Matouweskarini“, což znamená „lidé z mělčin“.

## Směr toku
Pro mapu znázorňující tok řeky viz referenci.
Madawaska pramení z jezera Source Lake zeměpisně v okrsku Canisbay Township na části území neorganizovaném samosprávou Unorganized South Part okresu Nipissing District, na výšinách jižní části národního parku Algonquin Park. Teče východně, sestupuje o 380 m, než vyústí do Ottawy u Arnprioru.

## Dějiny
V druhé polovině 19. století byla řeka využívána k přepravě dřeva ze zalesněných oblastí, které ji obklopují. Od 60. let 20. století začala být využívána k výrobě hydroelektrické energie. Nepřehrazené oddíly řeky začaly být také využívány pro kanoistiku a rekreační rybaření.

## Přítoky
- Opeongo (levý)
- York (pravý)

## Jezera a vodní nádrže
Dolní tok Madawasky napájí několik velkých vodních ploch jako:
- Centennial Lake
- Černé Donaldovo jezero
- Calabogie Lake
- Vodní nádrž Madawaska

## Fauna
Nejběžnějšími druhy zdejších ryb jsou candát druhu Sander vitreus (anglicky walleye, též yellow pickerel), štika obecná (anglicky northern pike), štika muskalunga (anglicky muskellunge), okounek černý (anglicky Smallmouth Bass) a ostnoploutvá ryba z čeledi Centrarchidae, Micropterus salmoides (anglicky Large Mouth Bass).

## Provinční parky
Dvě části této řeky byly navrženy a jsou chráněny jako provinční parky vodních cest:
- Upper Madawaska River Provincial Park, mezi Whitney a Madawaskou; 10,85 km².[4]
- Lower Madawaska River Provincial Park, mezi Latchford Bridge a Griffith; 12 km².[5]

Obě chráněná území jsou spravována službou Ontario Parks, ale jsou neoperační, což znamená, že tu nejsou v provozu žádná zařízení a služby pro návštěvníky. Obě jsou ideální pro kanoistiku na divoké vodě.

## Galerie

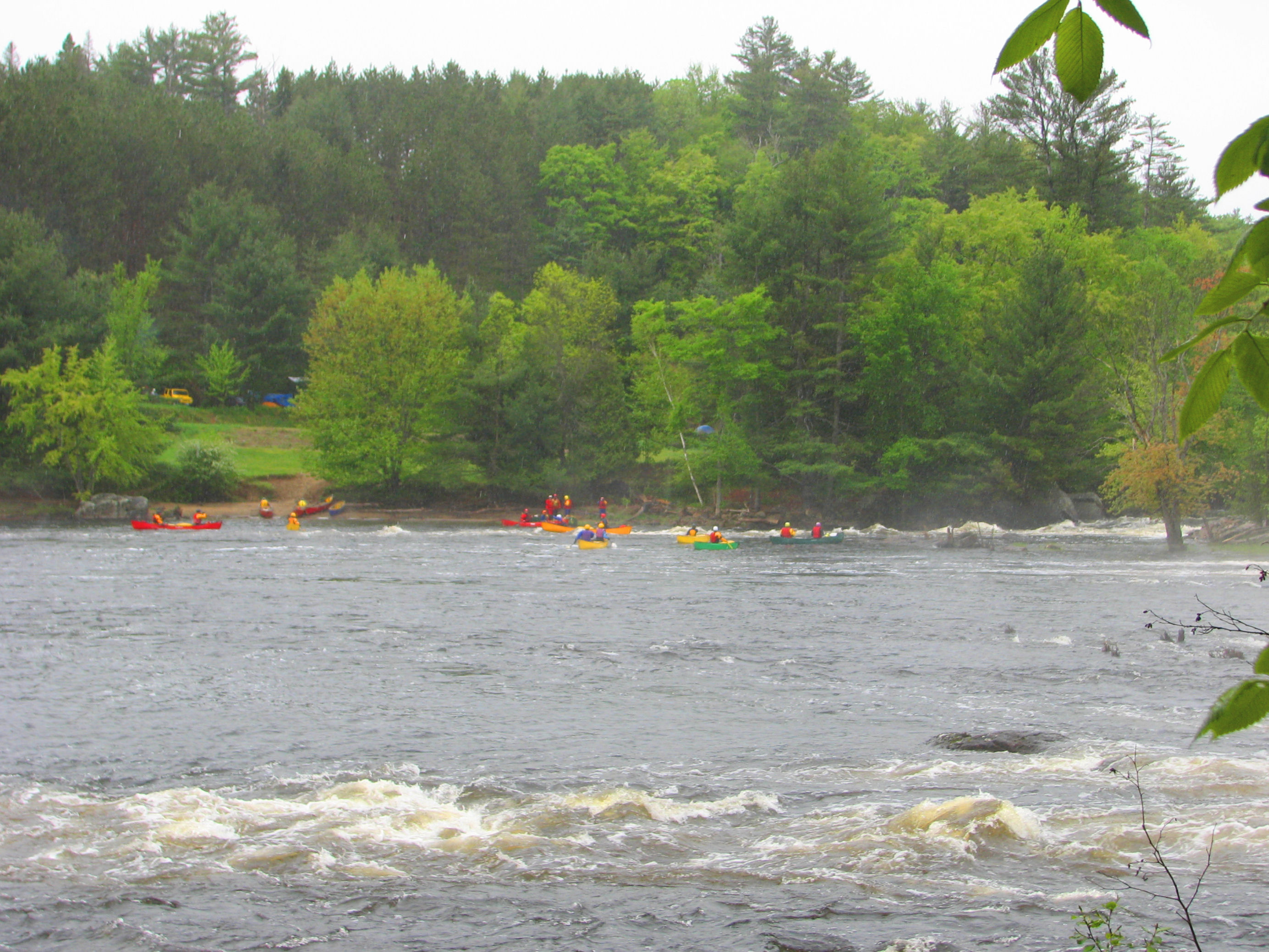
Kanoe a kajak pro divokou vodu trénující u peřejí Palmer Rapids
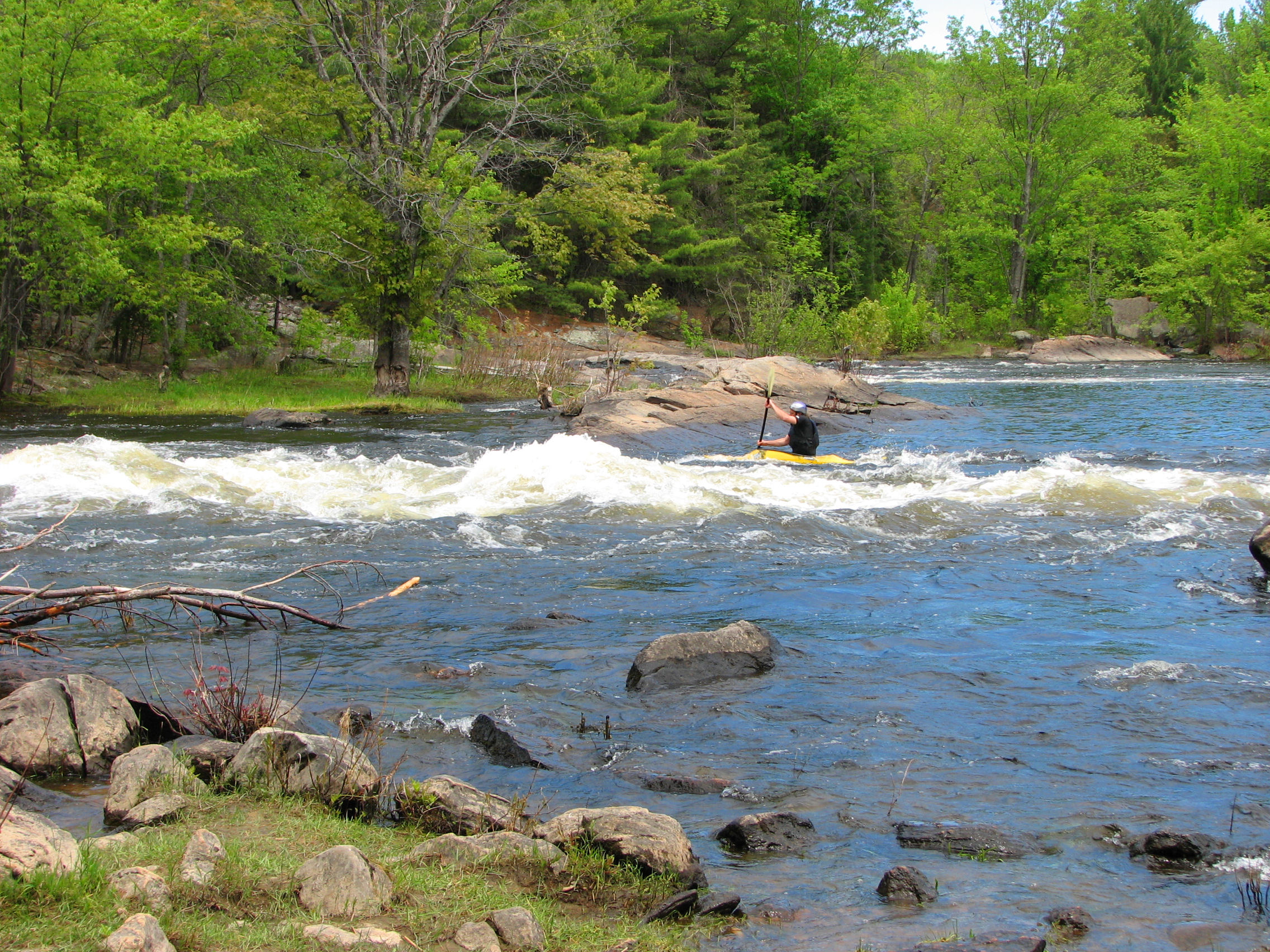
Kajakář u Palmerových peřejí
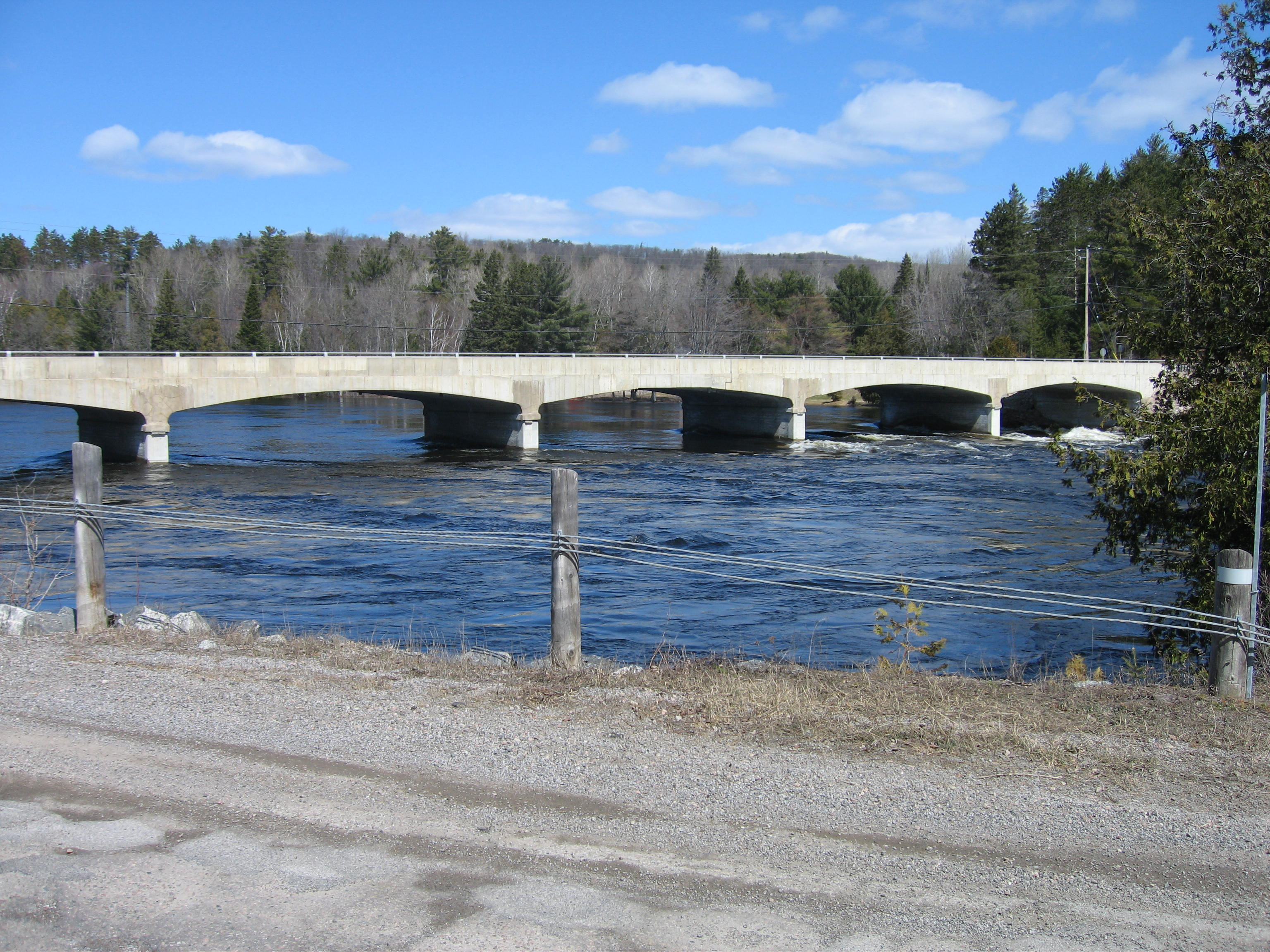
Most silnice Highway 41 přes Madawasku u Griffithu
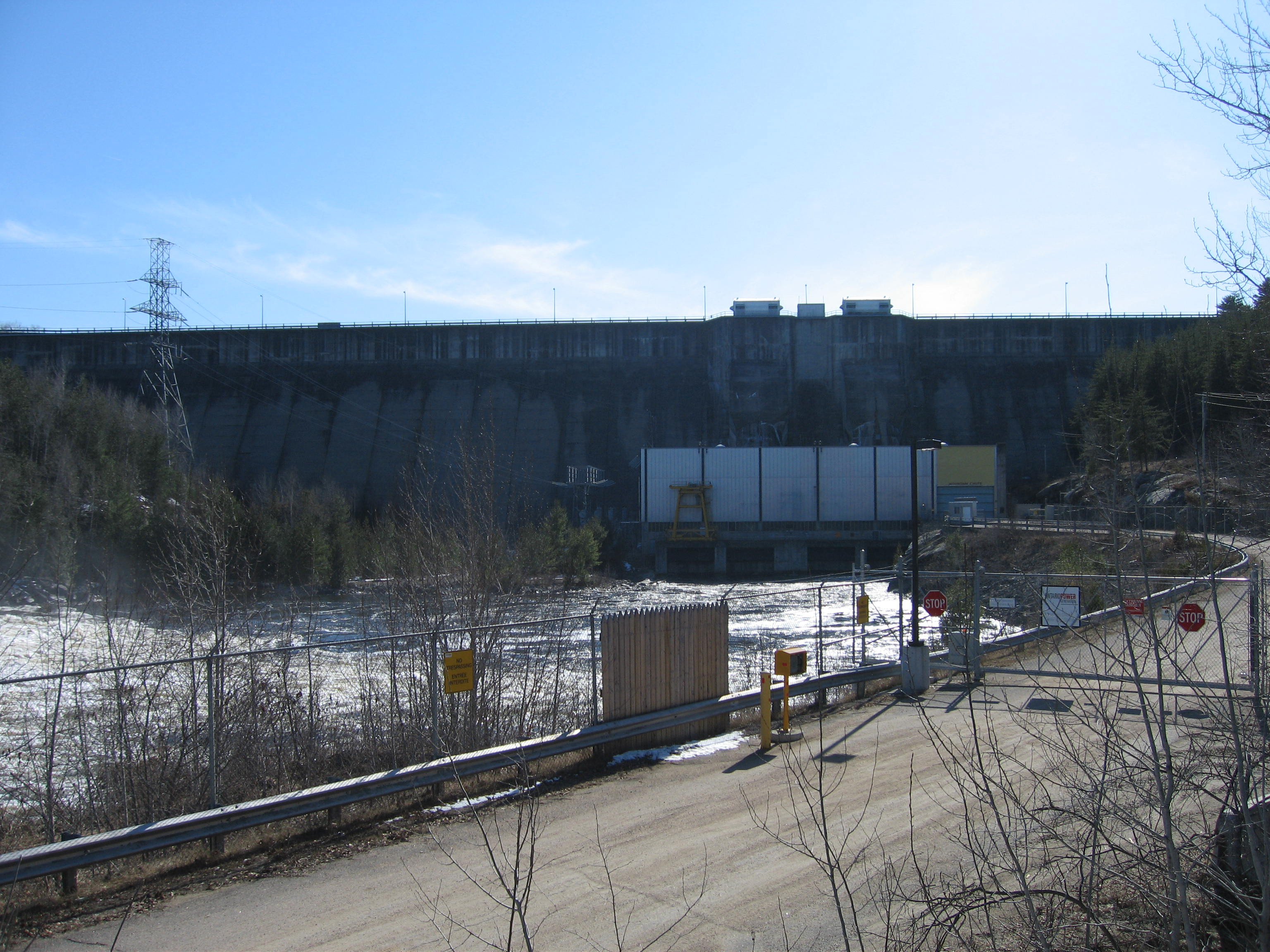
Horská přehrada Chute na Madawasce u Černého Donaldova jezera